# Vaterpolo Akademija Cattaro
Vaterpolo Akademija Cattaro é um clube de polo aquático da cidade de Kotor, Montenegro.

## História
O clube foi fundado em 2000. 

## Títulos
- LEN Euro Cup
  - 2009-2010